# 카셀레인피타리
카셀레인피타리(이탈리아어: Caselle in Pittari)는 이탈리아 캄파니아주 살레르노도에 위치한 코무네다.